# 奴隷制度廃止補足条約
奴隷制度廃止補足条約　（正式名称：奴隷制度、奴隷取引並びに奴隷制類似の制度及び慣行の廃止に関する補足条約）とは、国際連合が1926年の国際連盟による奴隷条約を継承し、さらに債務奴隷や農奴、女子の自由な意思に反した結婚の制度、児童労働を含む奴隷全般とそれに類似する制度と風習、奴隷貿易の一切を国際法で禁止する為に制定した条約である。
1956年9月7日の国際連合経済社会理事会に関する全権会議にて採択され、第13条の規定により1957年4月30日に発効した。2018年現在の加盟国は124カ国であるが、日本は現在も署名も批准もしていない。

## 条約の要点
当条約は15の条で構成され、前文で世界人権宣言の奴隷禁止を定めた第4条を引用し、国際連盟の1926年の奴隷条約と国際労働条約の『強制労働ニ関スル条約（第29号）』の有効性を確認している。
第1条は、債務奴隷制度、農奴制度、(c)項では「(i)女子が、その父母、後見人、家族またはいずれかの他の者或いは集団による金銭または現物による対価の支払いによる、婚姻を約束させられ又は婚姻させられ、それを拒む権利を有していない場合を(ii)女子の夫、夫の家族又はその一族が、受け取る価値と交換に、又は他の方法で、他のものに女子を引き渡す権利を有する場合を(iii)女子が、夫の死により他の者に相続される場合を、それぞれ禁止する必要なあらゆる立法措置とその他の措置をとる」ことを明記している。
第2条は、(c)項の実現に必要な婚姻の最低年齢の制定を求めている。
第3条は、奴隷輸送の防止と処罰について規定している。
第4条は、奴隷は避難したという事実によって自由となることを明記している。
第5条が、奴隷またはそれに類似する地位にある者に、識別や処罰の為に身体を傷つけること、烙印や若しくはその他の方法で印をつける行為又はそれに加担する行為は、この条約の締約国の法律の下で刑事犯罪とされ処罰されることを明記している。
第7条は、『奴隷制度』について1926年の奴隷条約を引用し、「その者に対して所有権に伴う一部またはすべての機能が行使される個人の地位または状態をいい、『奴隷』とはそのような状態又は地位に置かれた者を言う。」と定義し、『奴隷類似の地位にある者』と『奴隷取引』についても定義している。
第9条は「この条約に対しては、いかなる留保も付すことができない」と明記している。
第12条は、この条約が、いずれかの締約国が国際関係に責任を持つすべての非自治地域、信託統治地域、植民地地域及びその他の非本土地に対しても適用されることを明記している。